# Marcelo H. del Pilar
Marcelo Hilario del Pilar y Gatmaitán (30 de agosto de 1850-4 de julio de 1896) fue uno de los principales propagandistas filipinos en España.
Del Pilar estableció el periódico español Diariong Tagalog y en España fue el redactor del La Solidaridad, fundado por Graciano López Jaena. Sus artículos defendían la libertad y la igualdad de los filipinos, criticando el funcionamiento del Gobierno colonial español y el trato dado por las autoridades coloniales a los filipinos. Las copias del Diariong Tagalog consiguieron pasar de contrabando a las Filipinas y fueron leídas por los revolucionarios independentistas del archipiélago. 
Murió de tuberculosis en Barcelona en 1896, en severa pobreza y lejos de su familia. 

## Obras
- Pag-ibig sa Tinubúang Lupà (20 de agosto de 1882)[3]
- Caiigat Cayó (Barcelona, 1888)[4]
- Dasalan at Tocsohan (Barcelona, 1888)[5]
- Ang Cadaquilaan nang Dios (Barcelona, 1888)
- La Soberanía Monacal en Filipinas (Barcelona, 1888)[6]
- Pasióng Dapat Ipag-alab nang Puso nang Tauong Babasa (Barcelona, 1888)[7]
- La Frailocracia Filipina (Barcelona, 1889)[8]
- Sagót ng España sa Hibíc ng Filipinas (Barcelona, 1889)[9]
- Tagalog traducción de Arancel de los Derechos Parroquiales en las Islas Filipinas (Barcelona, 1890)[10]
- Dupluhan... Dalits... Bugtongs (Malolos, 1907)[11]
- Dudas
- La Patria
- Ministerio de la República Filipina